# Boletus radicans
Boletus radicans (Christian Hendrik Persoon, 1801), sin. Caloboletus radicans (Christian Hendrik Persoon, 1801 ex Vizzini, 2014), este o specie de ciuperci necomestibile, din încrengătura Basidiomycota în familia Boletaceae și de genul Boletus,  cunoscută în România, Basarabia și Bucovina de Nord sub numele hrib galben. Epitetul numelui este derivat din cuvântul latin (latină radicans=înrădăcinând). Acest burete coabitează, fiind un simbiont micoriza (formând micorize pe rădăcinile de arbori). El apare în păduri de foioase în special pe lângă stejari, dar de asemenea, sub carpeni, fagi, mesteceni sau tei, crescând solitar sau în grupuri mici, de la câmpie la deal, preferat în zone mai uscate, călduroase și calcaroase, din (iunie) iulie până septembrie (octombrie).

## Istoric
Renumitul savant Christian Hendrik Persoon a inclus denumirea Boletus appendiculatus a lui Schaeff. (1774) pe care l-a stabilit ca varietate în volumul 2 al lucrării sale Synopsis methodica Fungorum, valabilă până recent (2014).. Din punct de vedere tehnic, accesată decizie îl face pe Boletus radicans un sinonim sintetic al lui Boletus appendiculatus și varietatea soiului tipic. Cu toate acestea, conceptul de sancționare al lui Elias Magnus Fries a împiedicat acest lucru, deoarece el l-a acceptat pe Boletus radicans și a respins sinonimia cu Boletus appendiculatus pe care o considerase o formă a lui Boletus edulis. Alternativa ar fi fost acceptarea unui alt nume: Boletus radicans Fr., dar Fries însăși l-a denumit apoi Boletus pachypus.
În anul 2014, Index Fungorum a acceptat Caloboletus radicans ca nou nume binomial, astfel descris de micologul italian Alfredo Vizzini în același an. Dar Deutsche Gesellschaft für Mykologie („Asociația Germană de Micologie”) de exemplu nu acceptă Caloboletus ca nume binomial ci numai sinonim, de asemenea A.M.I.N.T., („Asociația italiană pentru micologie și botanică”), mai departe comitetul francez pentru denumirea ciupercilor sau Inventaire National du Patrimoine Nature („Inventarul Național al Patrimoniului Natural”, tot Franța). Se pare, că discuția încă nu este terminată. După ce taxonul Calocalopus nu apare nici în cărți reprezentative micologice de descriere, pe pagina aceasta, specia este denumită în momentul de față sub numele dat de Persoon.

## Descriere

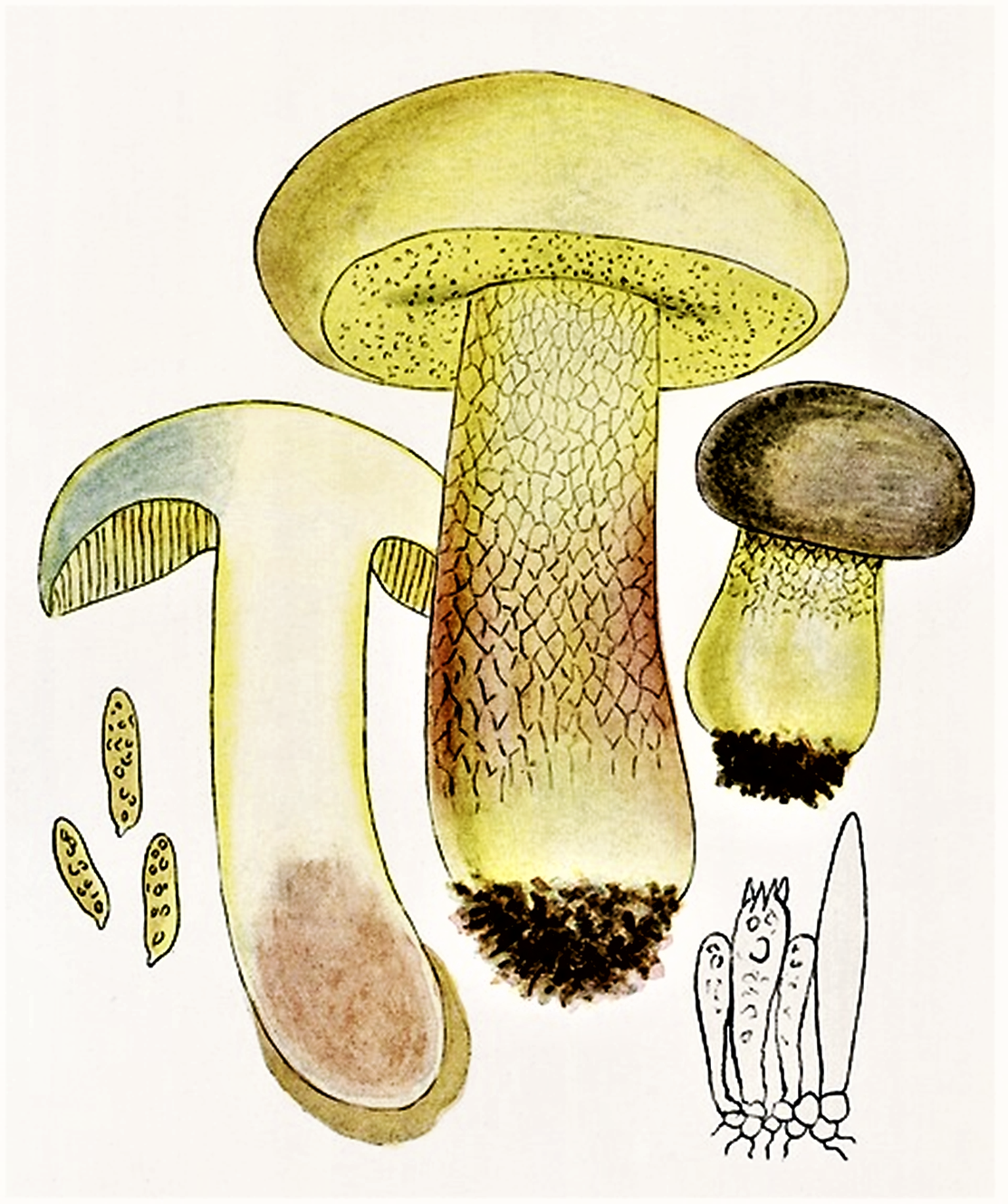
Bres.: Boletus pachypus

- Pălăria: are un diametru de 8-20 (30) cm, este largă, compactă și cărnoasă, inițial semisferică cu marginea răsfrântă în jos, la maturitate convexă cu margini proeminente, întinzându-se la bătrânețe în formă de pernă deseori neregulat îndoită. Cuticula mereu uscată care nu se poate decoji este în tinerețe fin lânoasă, devenind cu maturitatea netedă și goală. Coloritul ei este în tinerețe palid alb-cenușiu, devenind în vârstă murdar brun-gălbui până gri-brun. Unde este apăsată, se colorează albastru-verzui, decolorându-se după câteva minute maroniu.
- Tuburile și porii: sporiferele au o lungime de 1-4 cm, sunt semicirculare sau ușor unghiulare, aderate la picior, în stadiu avansat bombate, fiind colorate auriu respectiv galben de lămâie, în vârstă murdar măsliniu. Porii mici și rotunjori sunt inițial de aceiași culoare cu tuburile, la bătrânețe brun-măslinii. Tuburile și porii devin la puncte de presiune imediat intensiv albastru.
- Piciorul: are o lungime de 6 până la 12 cm și o grosime de 4 până la 7 cm. Litigiul este plin, compact, tare, bulbos, adesea în formă de măciucă, de colorit galben, spre bază mai închis, brun cu pete roșiatice și brumat, fiind acoperit cu o rețea nu prea pronunțată galben-maronie care lipsește câteodată. La bază prezintă un apendice evident, asemănător Boletus appendiculatus. Tija se colorează și ea albastru după o leziune.
- Carnea: este ceva apoasă, compactă și tare în tinerețe, devenind cu vârsta moale, de colorit slab galben de lămâie, decolorându-se la tăiere sau după o leziune albăstrui. Mirosul este amărui dar nu neplăcut, gustul fiind în primele clipe după o probă savuros, devenind însă repede foarte amar.
- Caracteristici microscopice: Sporii sunt fusiform-alungiți cu picături, galbeni și au o mărime de 10-15 x 4,5-6 microni.[4][5]
- Reacții chimice: Cuticula se decolorează cu acid sulfuric alb de fildeș, iar culoarea părților albăstrite ale ciupercii dispar, carnea cu fenol roșu-maroniu, cuticula, tuburile și carnea cu Hidroxid de potasiu murdar brun și carnea cu sulfat de fier treptat gri-albastru.[13][14]

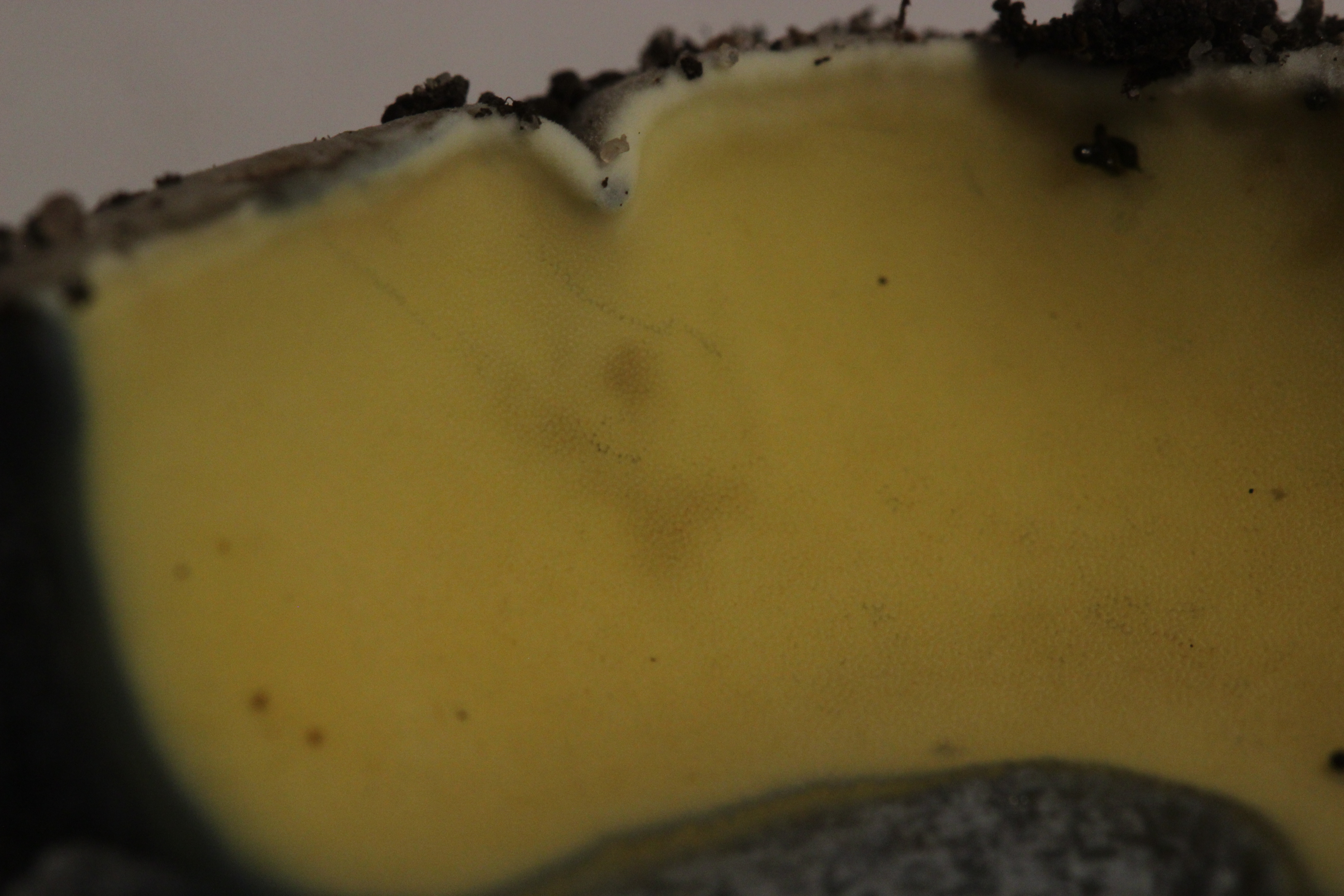
B. radicans, pori
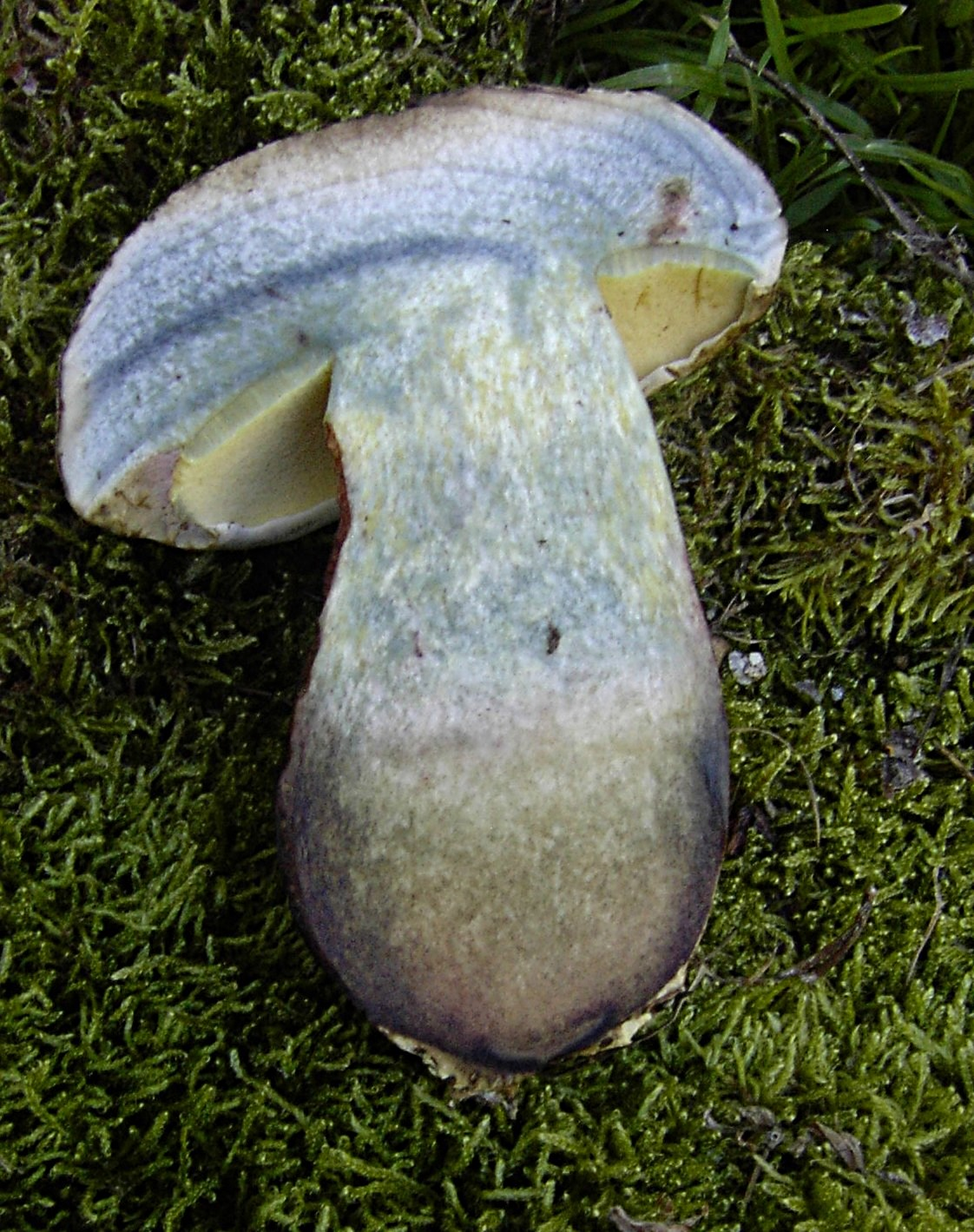
B. radicans, secțiune longitudinală
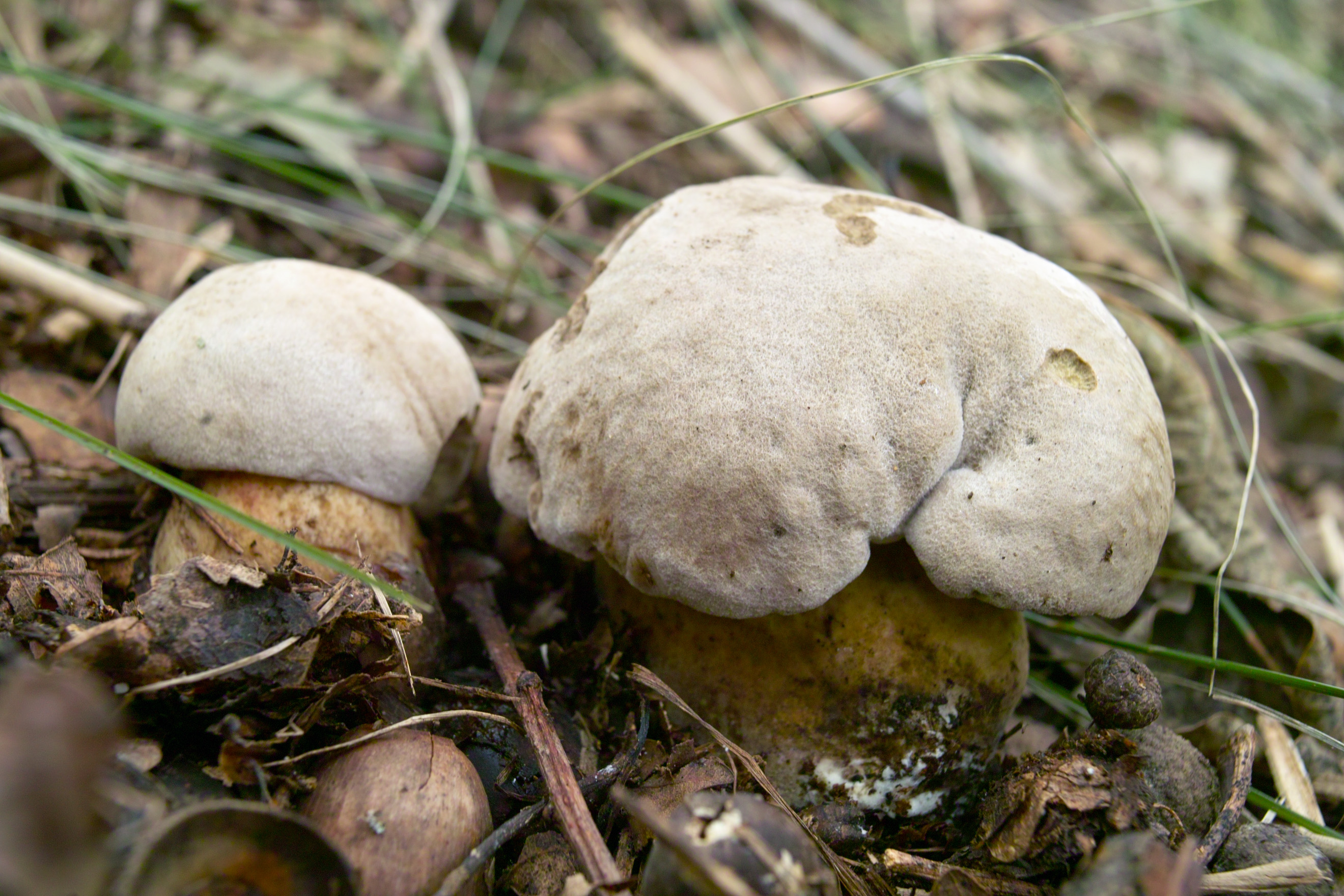
B. radicans tineri
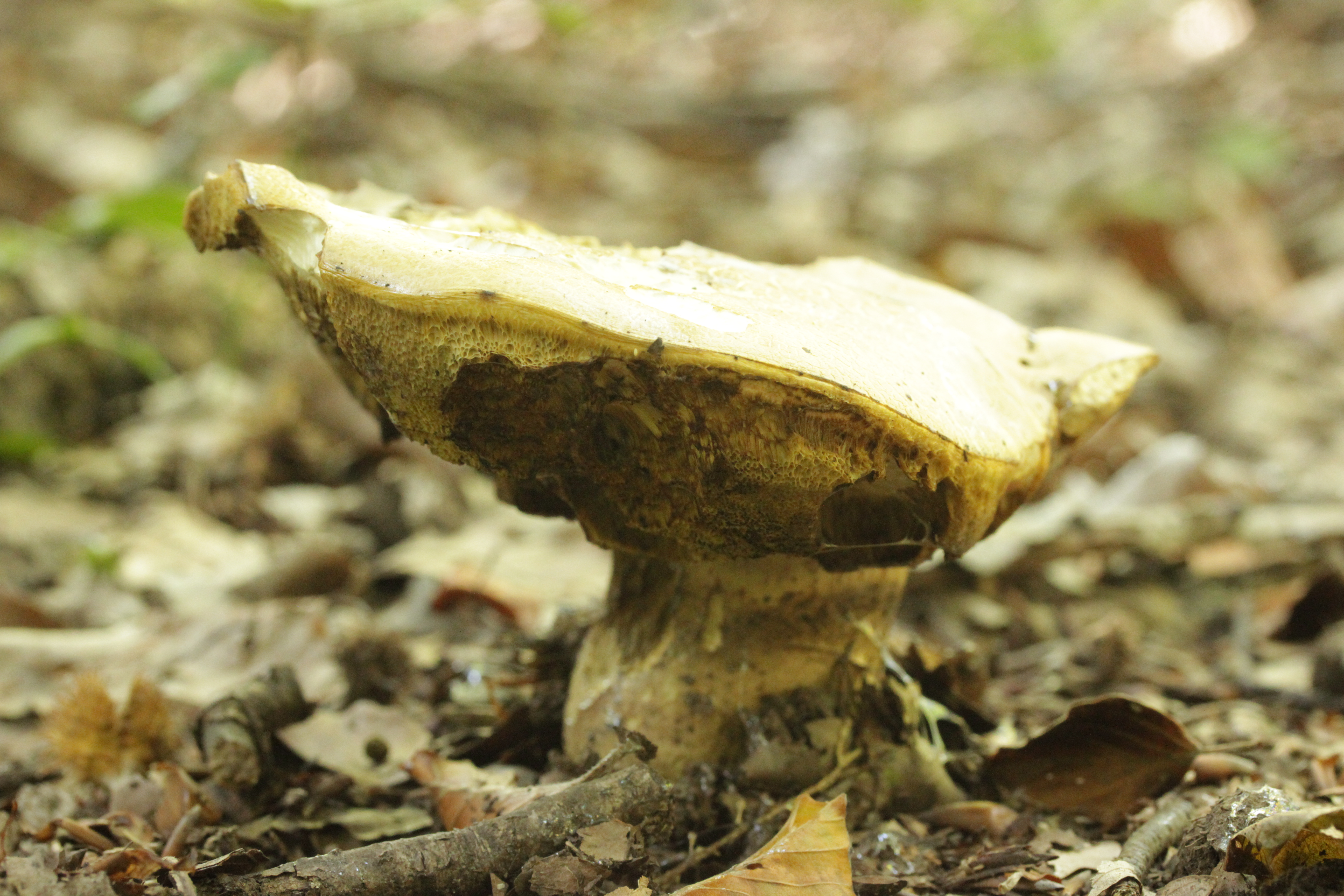
B. radicans bătrân
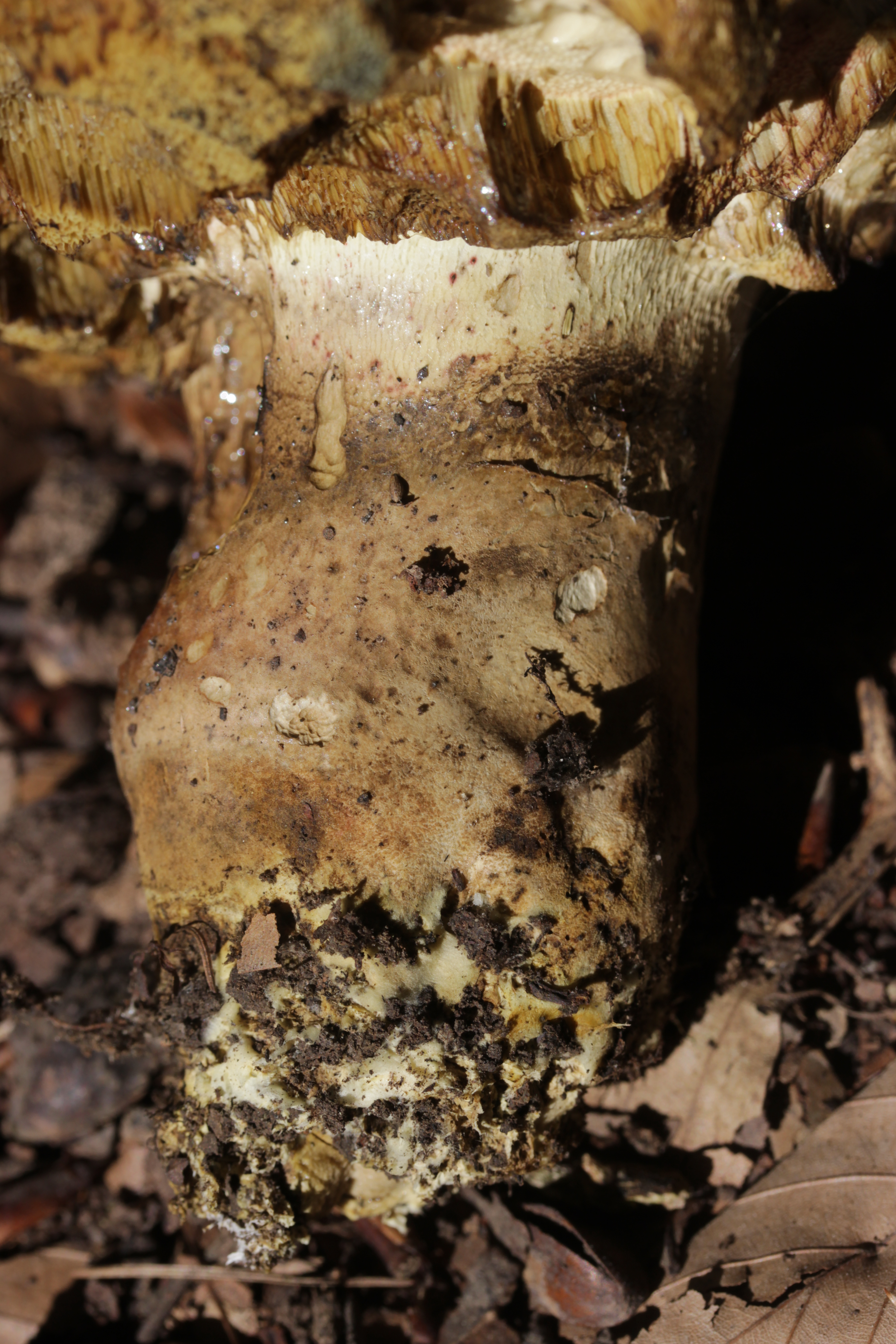
B. radicans în putrefacție

## Confuzii
Hribul galben poate fi confundat nu numai cu Boletus calopus și variația sa Boletus pachypus, ci, de asemenea, cu mai multe alte specii din familia Boletaceae cum ar fi: Boletus aestivalis, Boletus appendiculatus, (Rubro)boletus dupainii (suspect, pori roșii), Boletus edulis, Boletus erythropus sin. Boletus luridiformis (foarte gustos, pori roșiori), Boletus fechtneri, Boletus impolitus sin. Hemileccinum impolitum (comestibil), Boletus junquilleus (gustos, mai deschis gălbui, spori gălbui), Boletus luridus (crud neprielnic, preparat foarte gustos, pori roșiatici), Boletus pinicola Boletus pulverulentus (de calitate mediocră, porii tind spre roșu), Boletus purpureus (necomestibil, pori roșii, gust tare neplăcut). Boletus regius (comestibil), Boletus speciosus (comestibil), Boletus spinarii (necomestibil, fără tonuri roșiatice) Boletus splendidus ssp. moseri, Imperator torosus sin. Boletus torosus ( probabil otrăvitor), Rubroboletus satanas (otrăvitor, pori roșiatici) sau Tylopilus felleus (necomestibil, amar).

## Specii asemănătoare

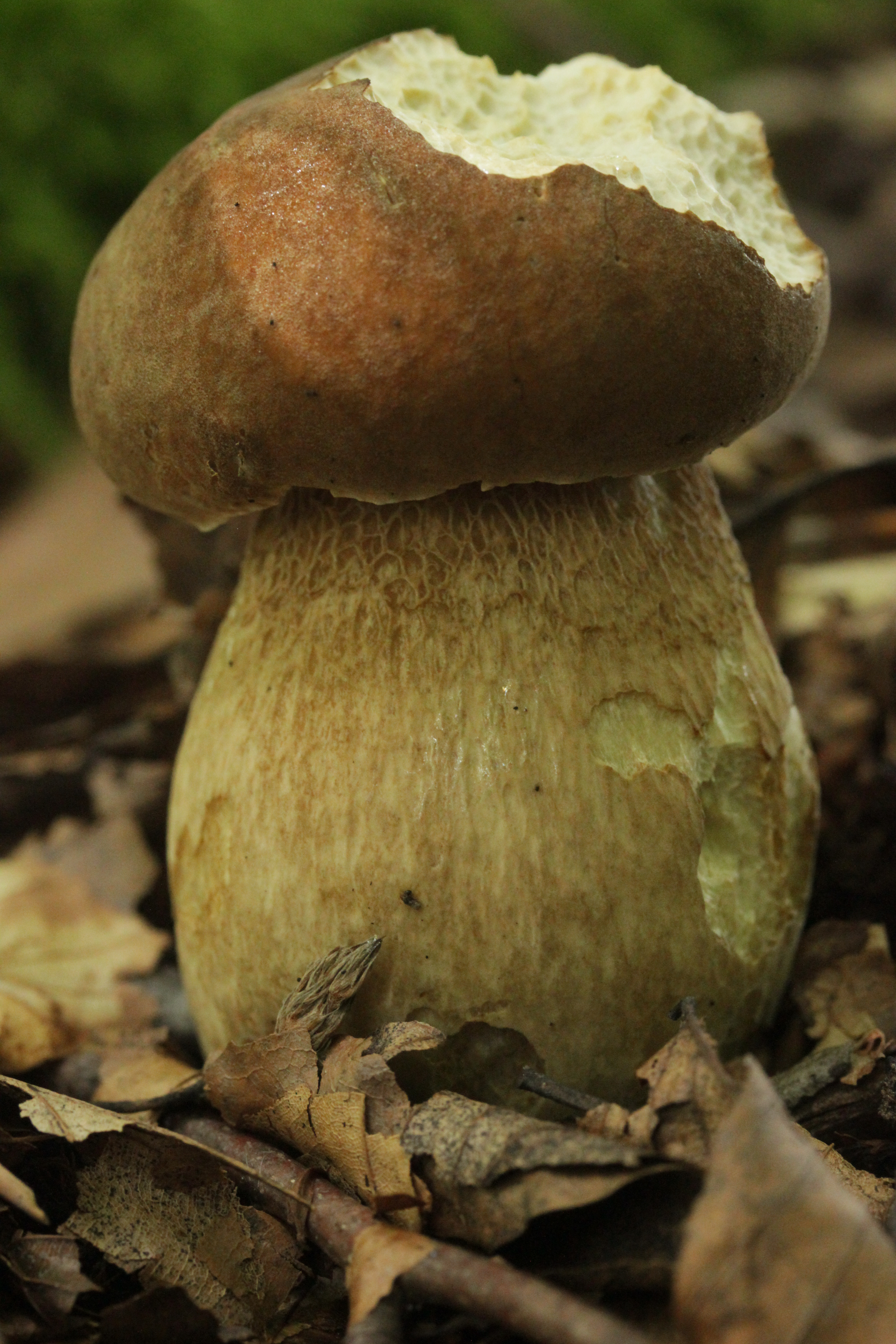
Boletus aestivalis
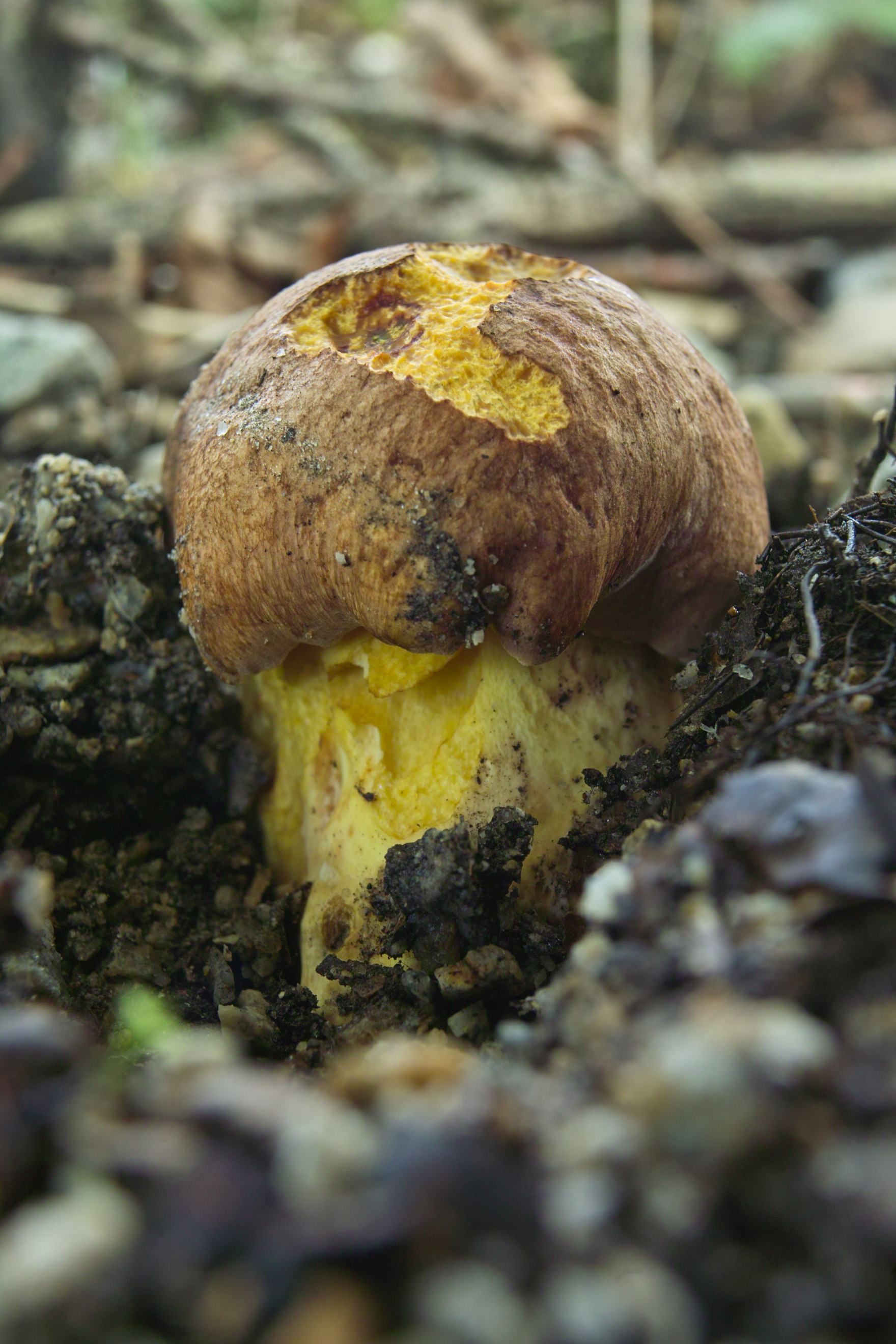
Boletus appendiculatus
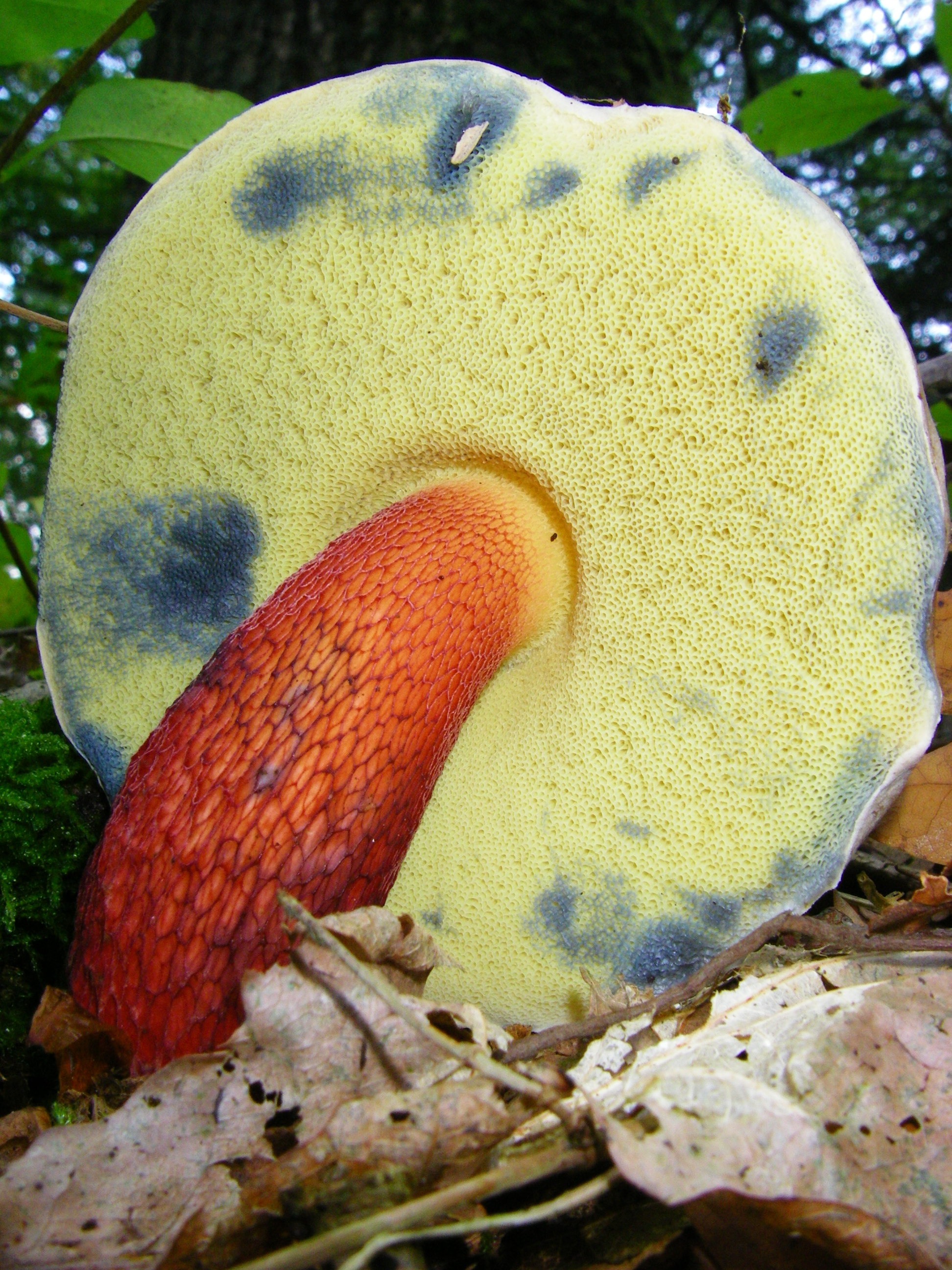
!!Boletus calopus var. pachypus!!
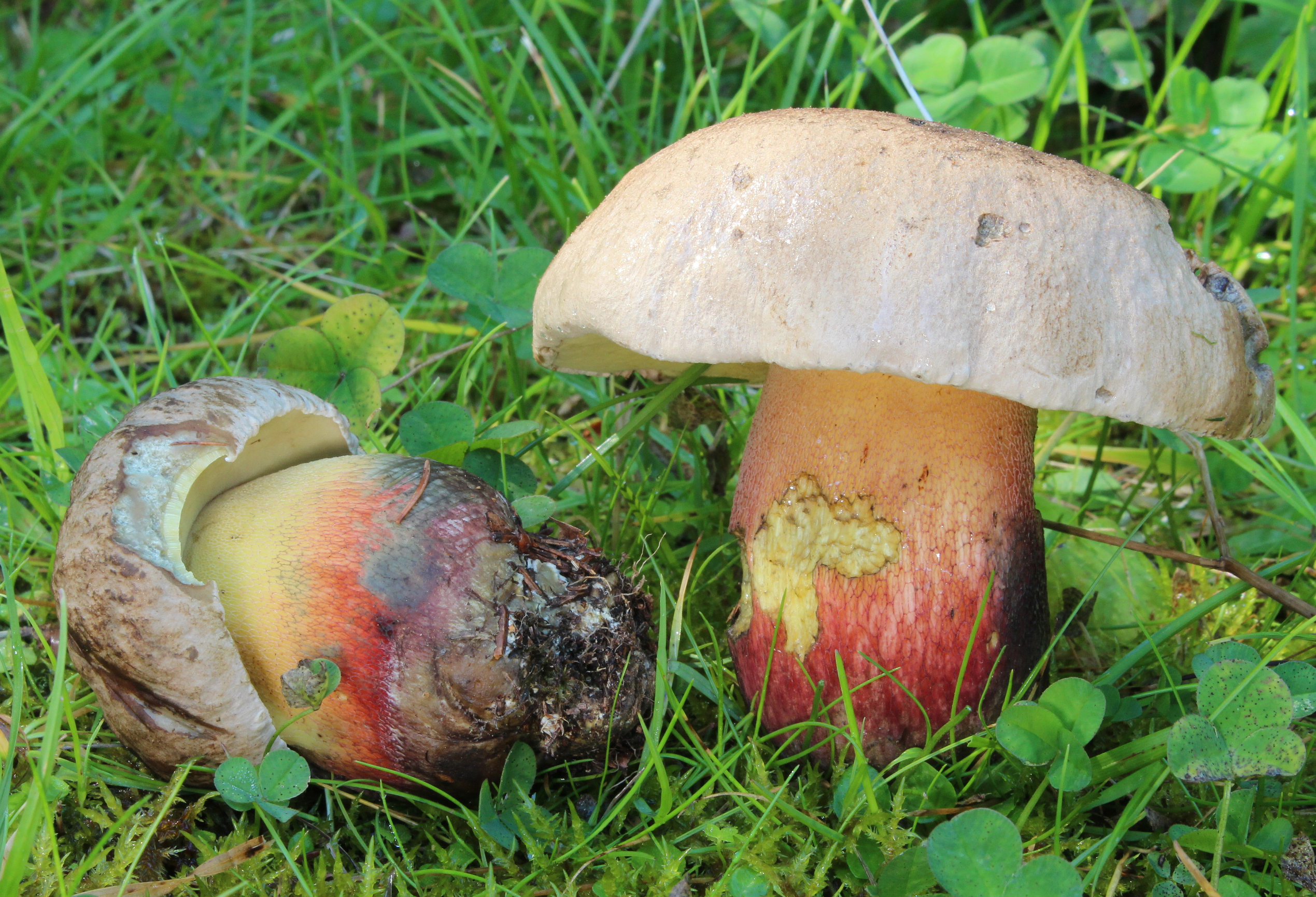
!!Boletus calopus!!
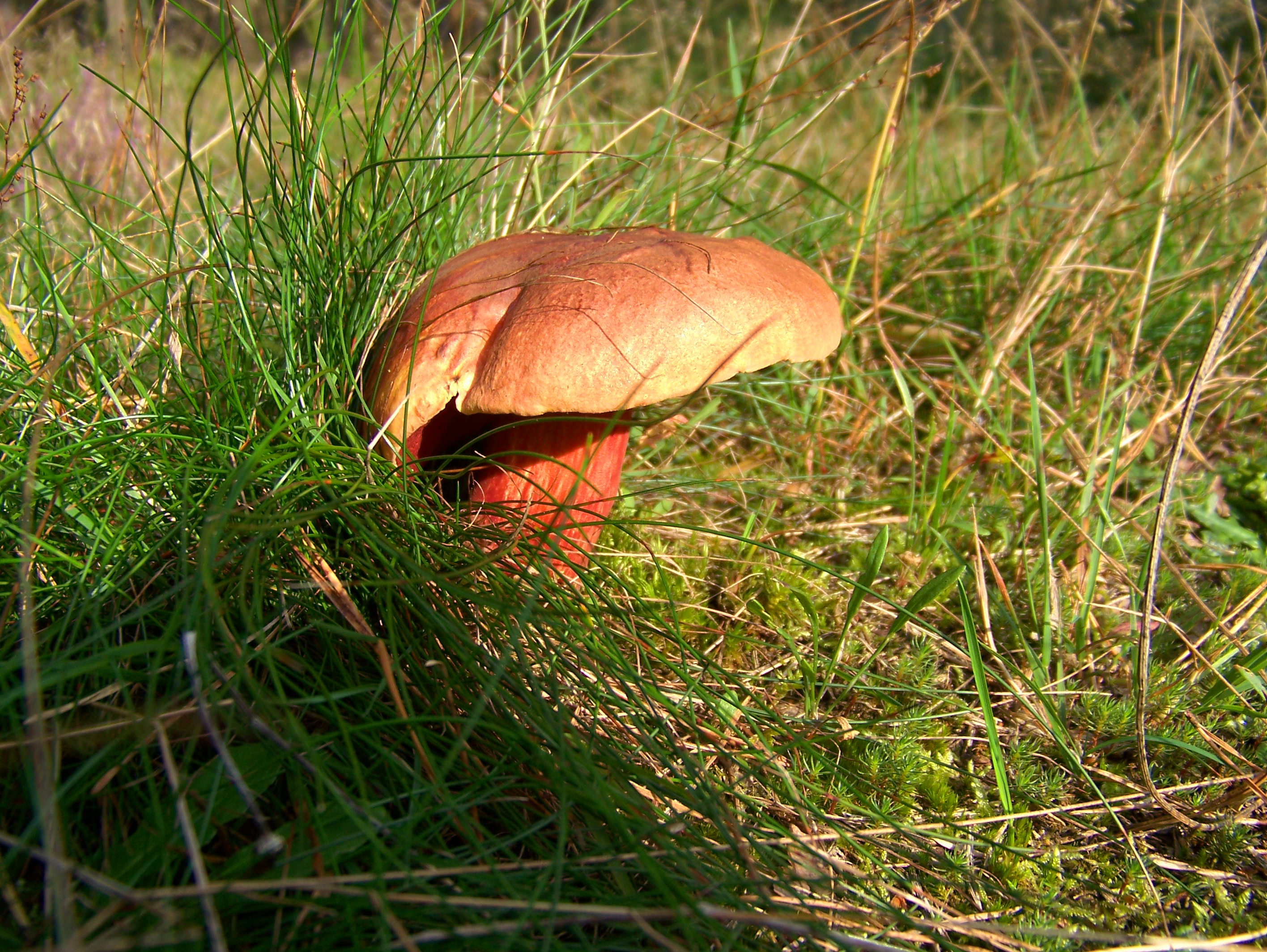
Boletus dupainii
Boletus edulis

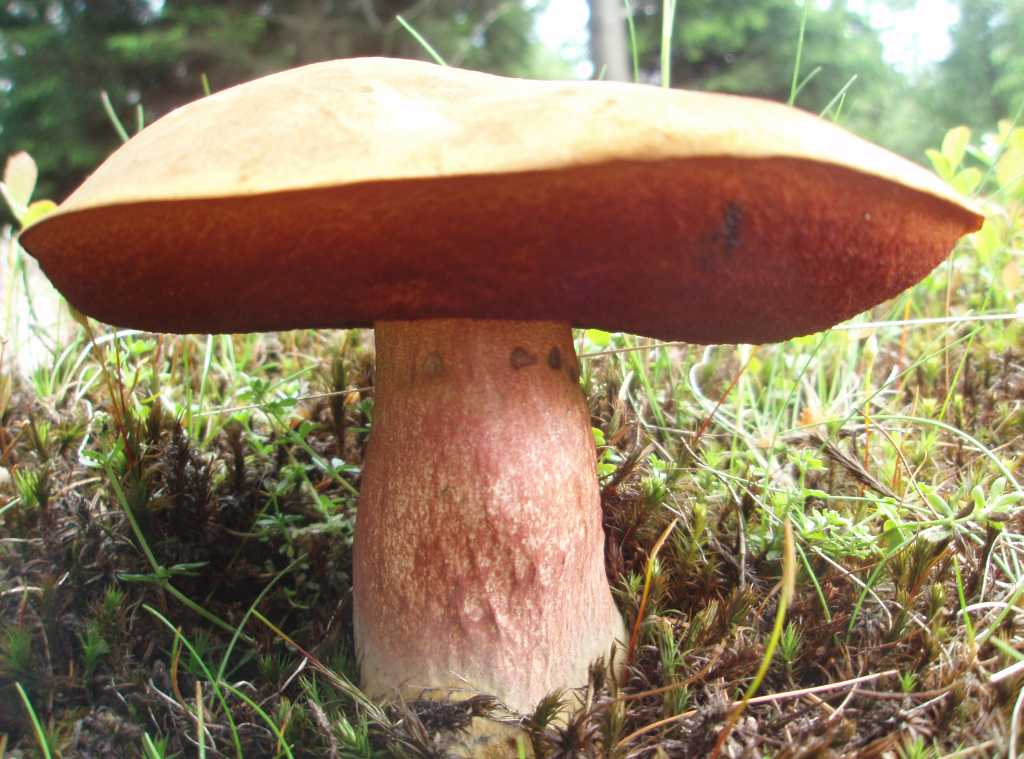
Boletus erythropus
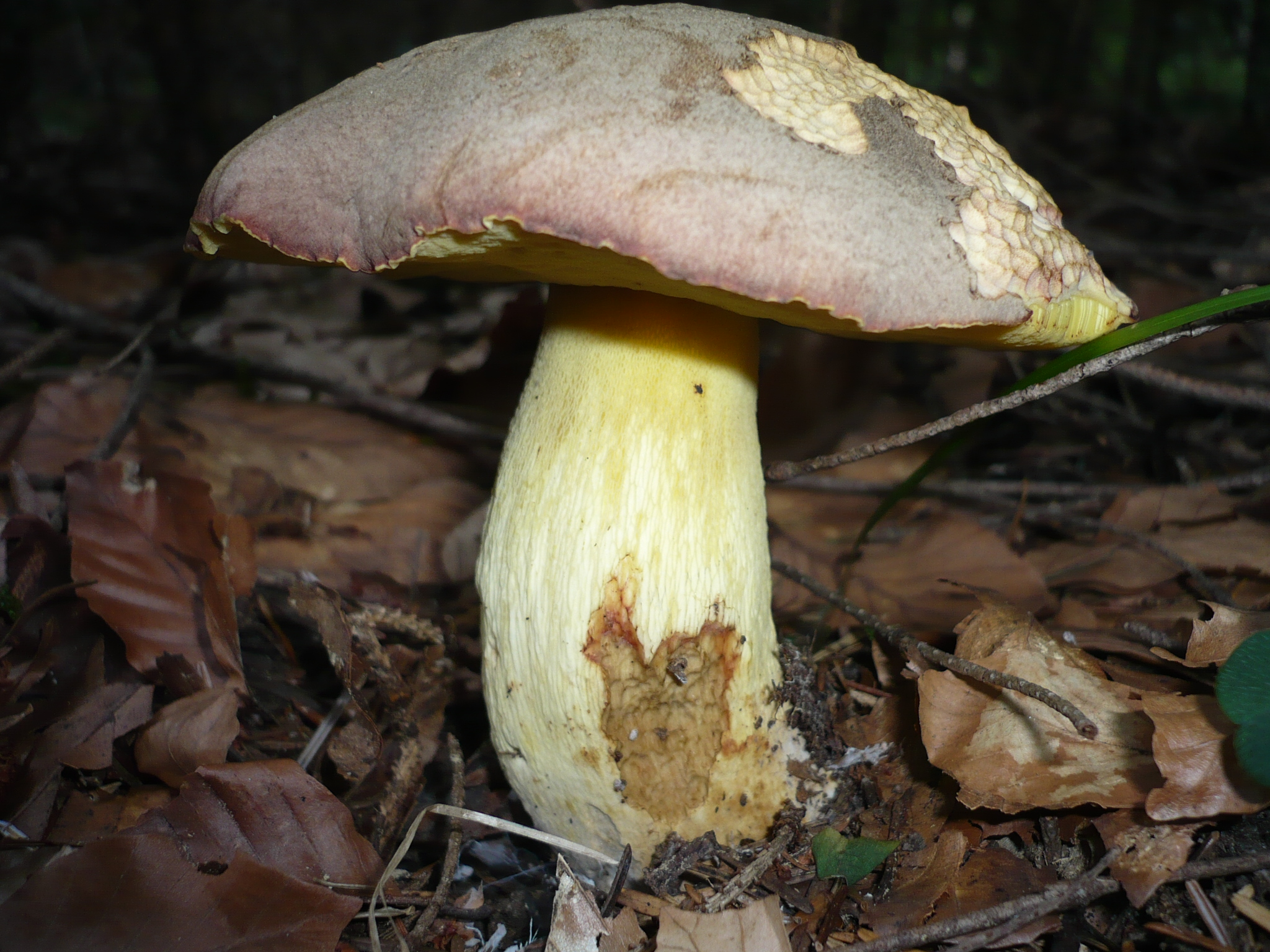
Boletus fechtneri
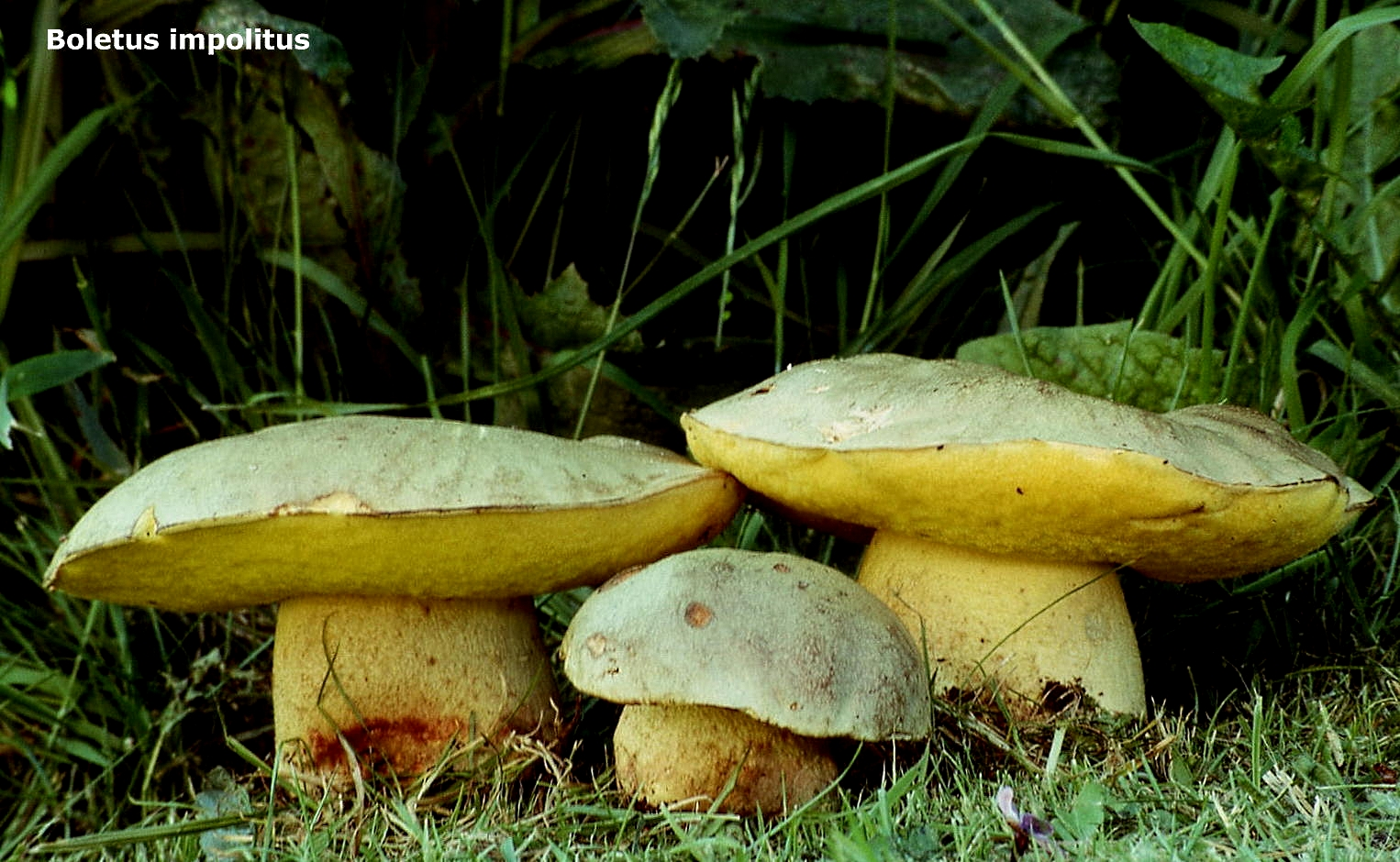
Boletus impolitus
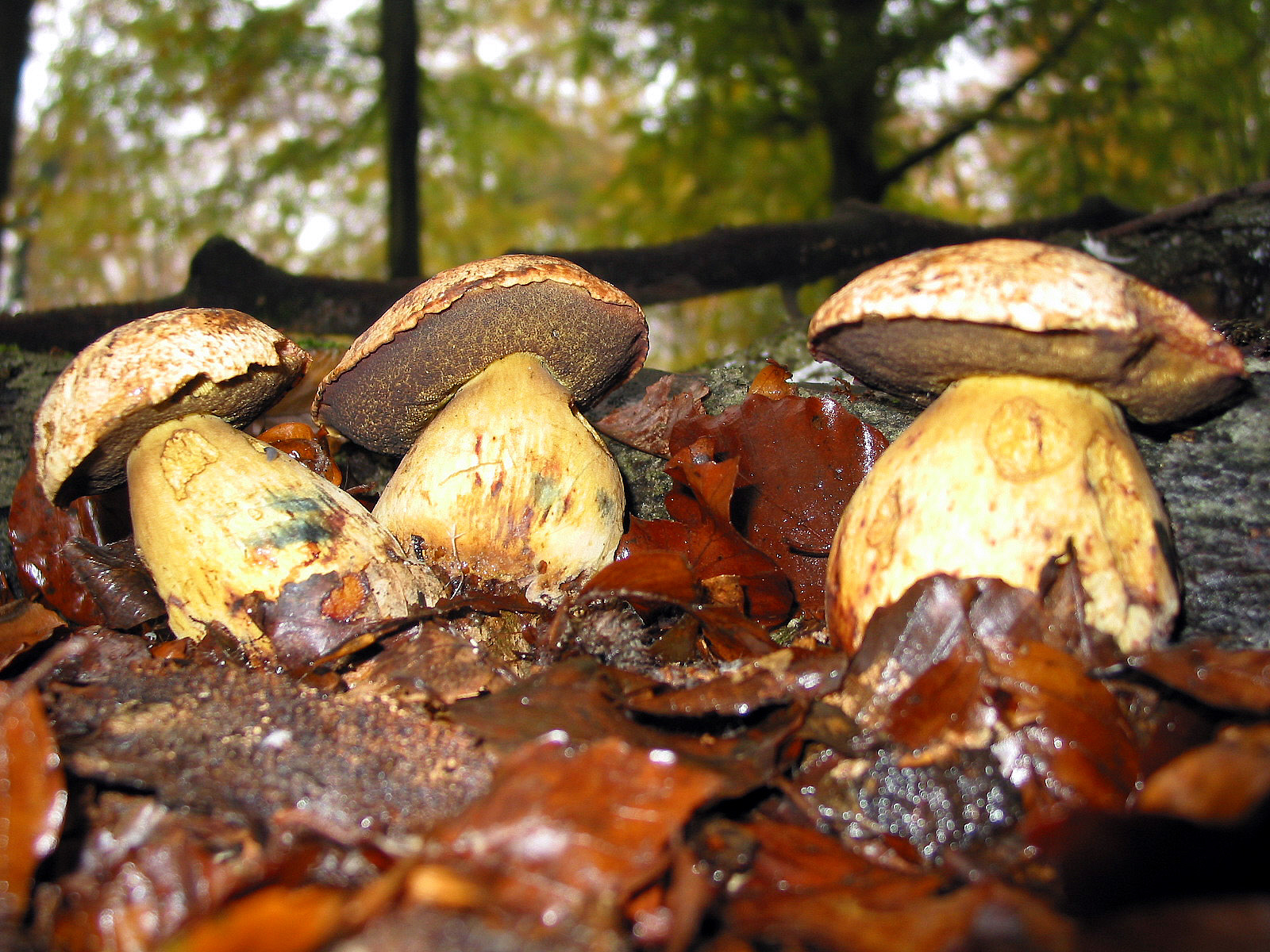
Boletus junquilleus
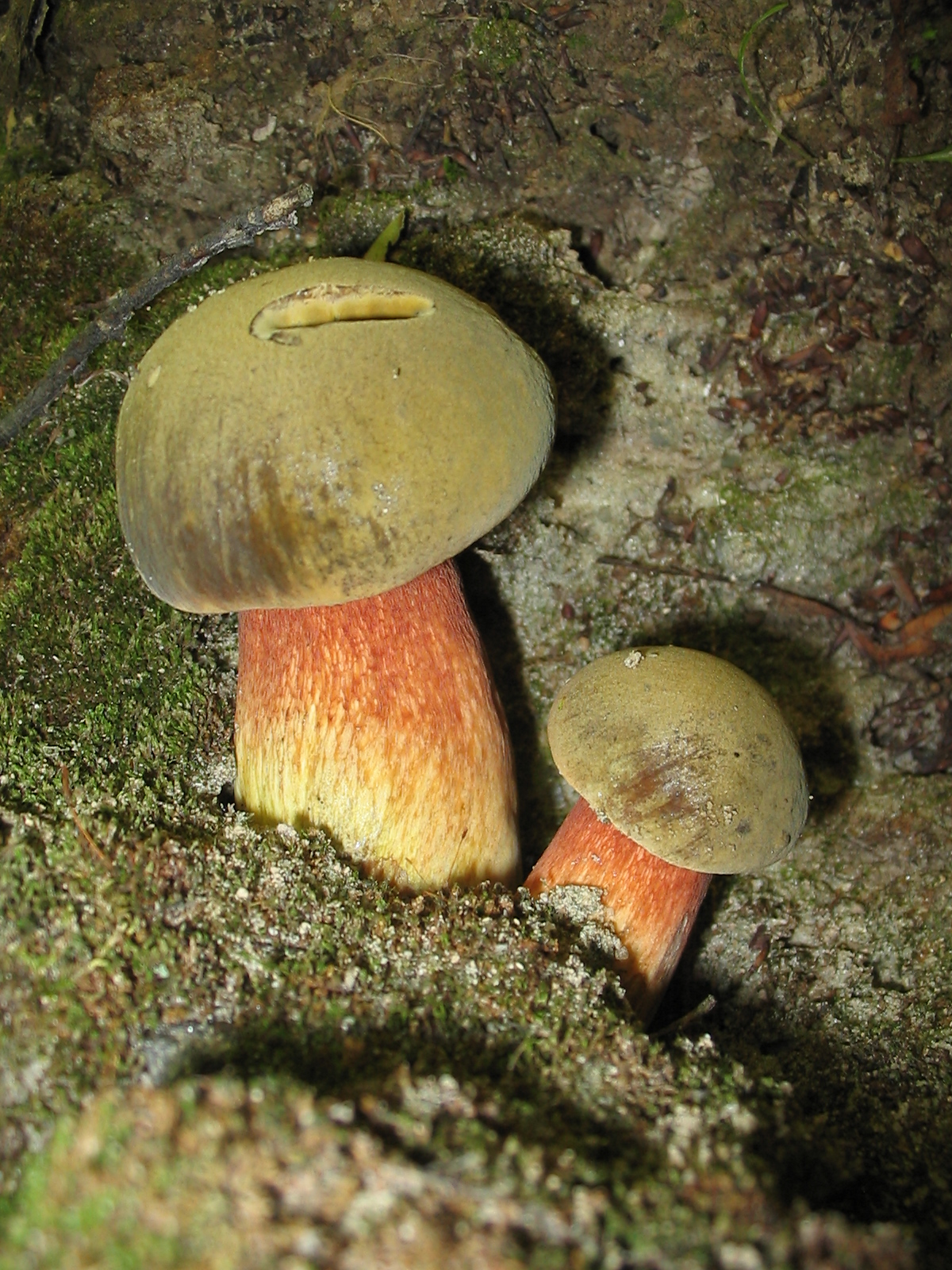
Boletus luridus
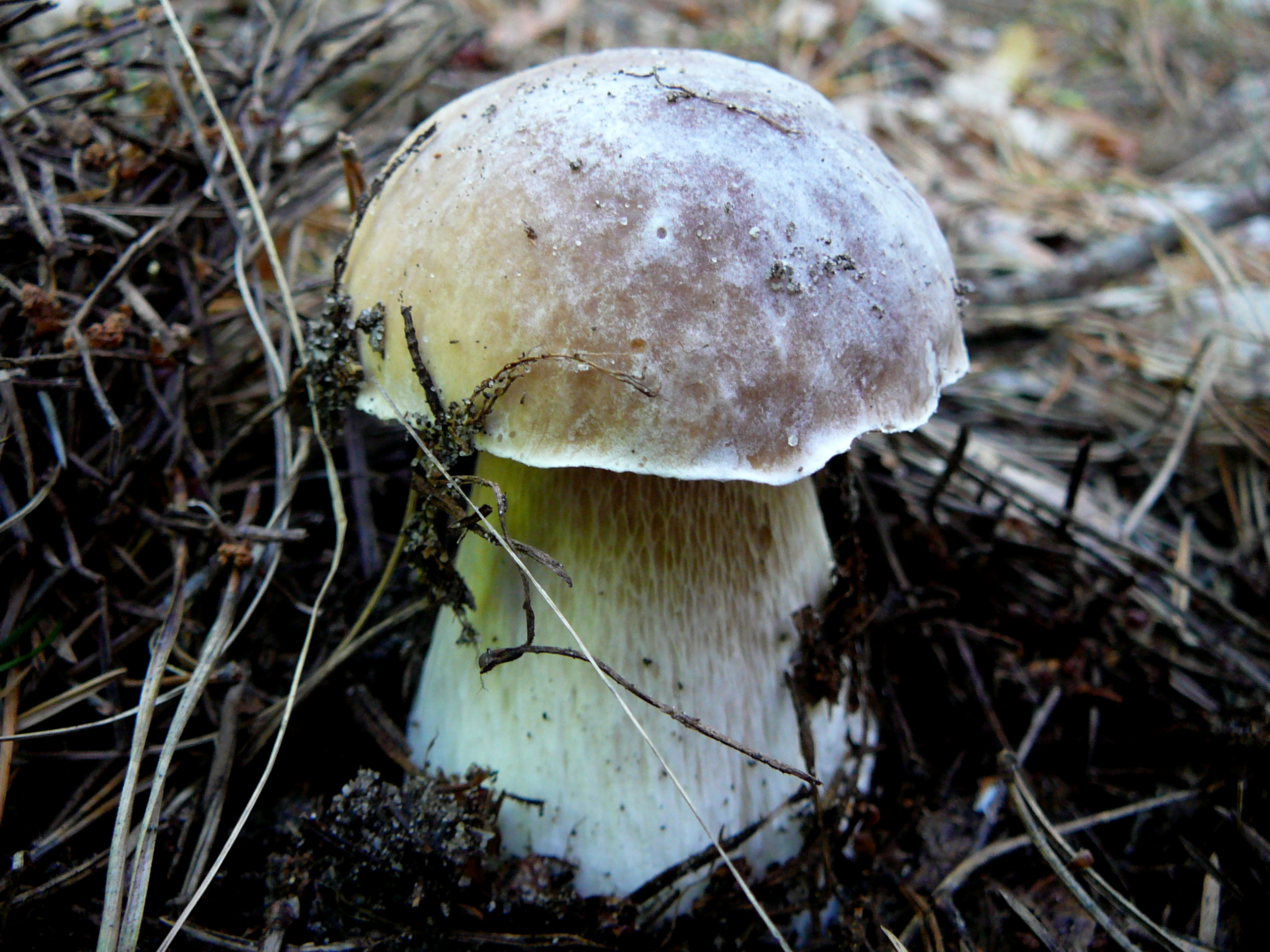
Boletus pinicola

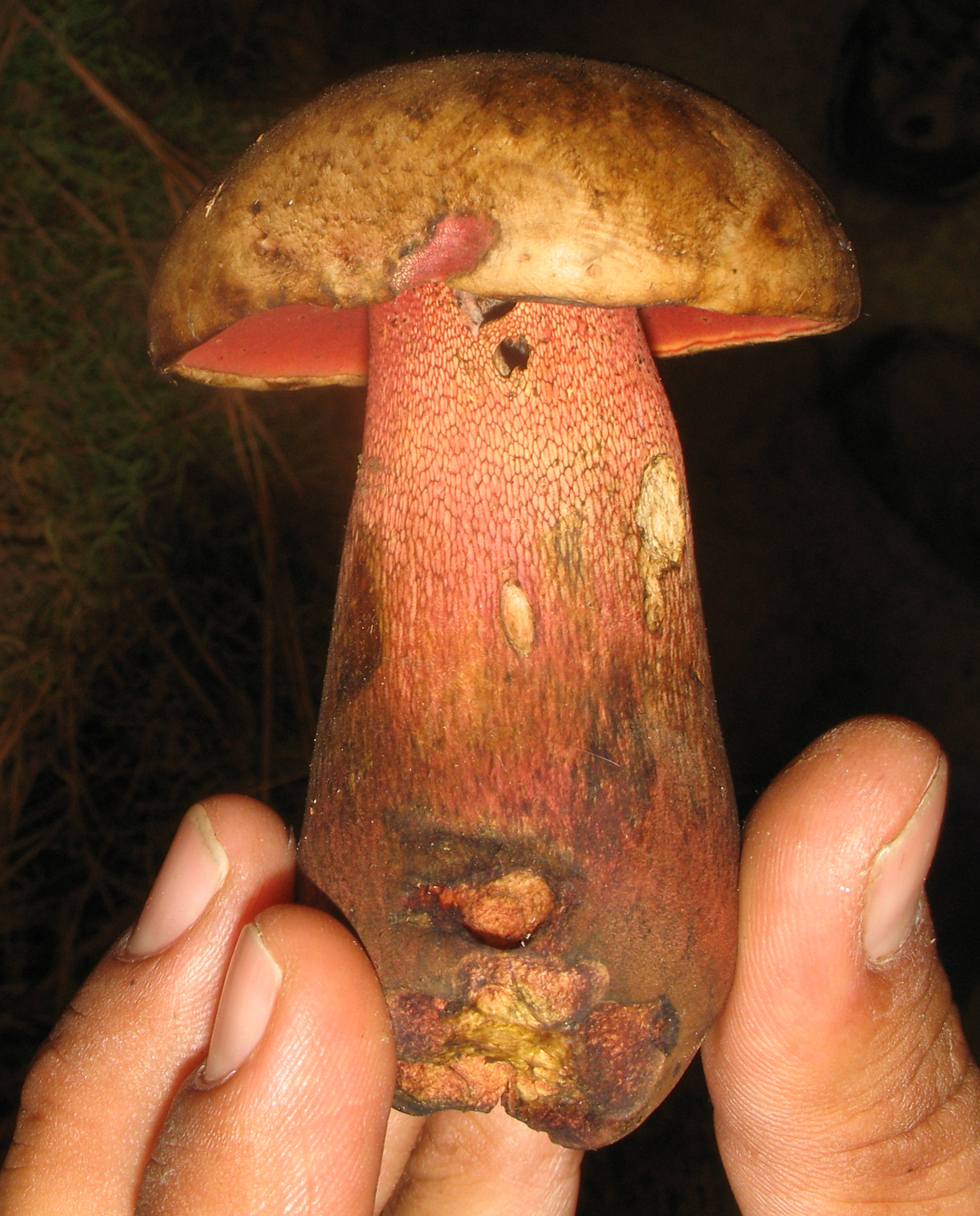
!!Boletus pulcherrimus!!
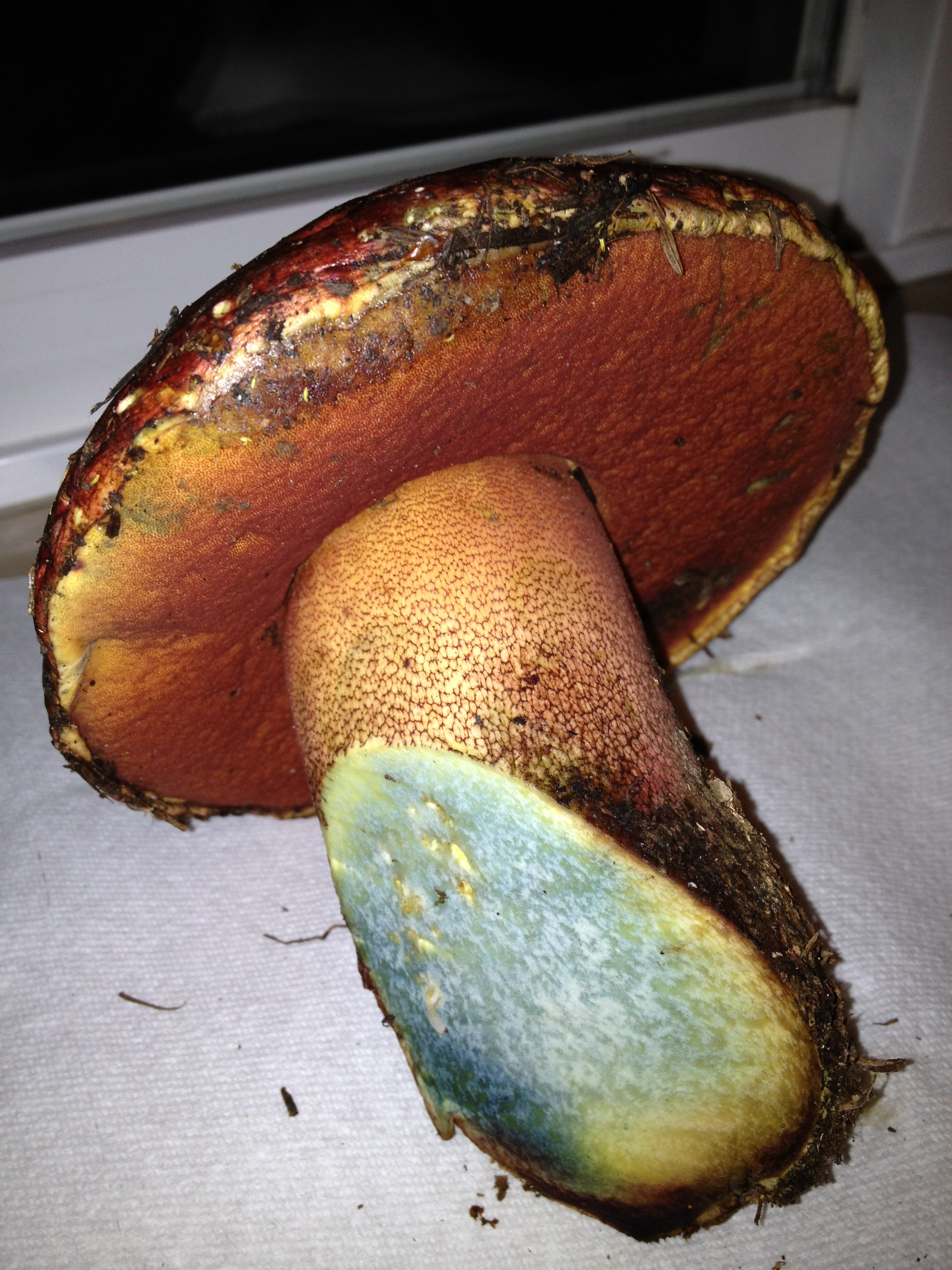
Boletus pulverulentus
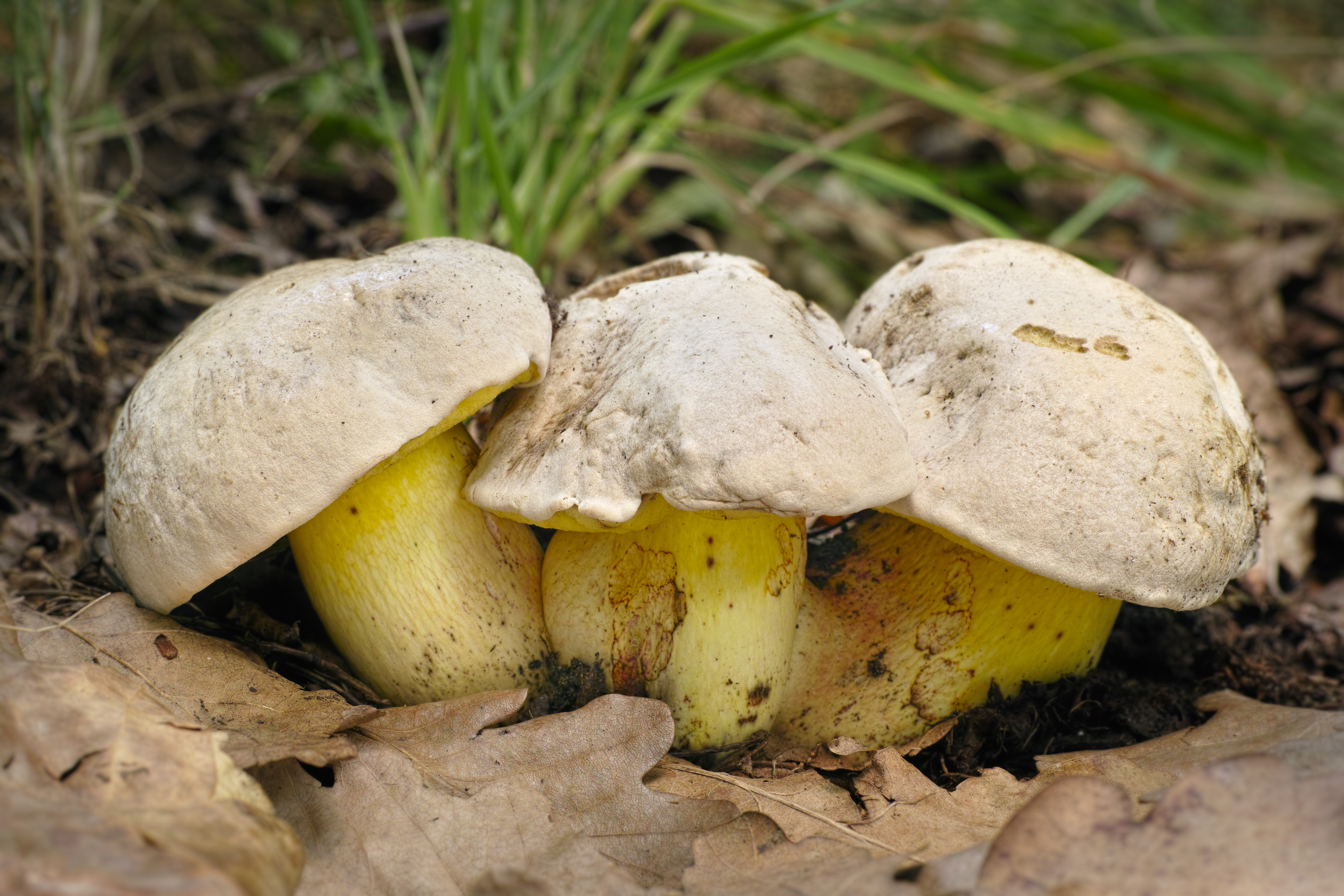
!Boletus radicans!
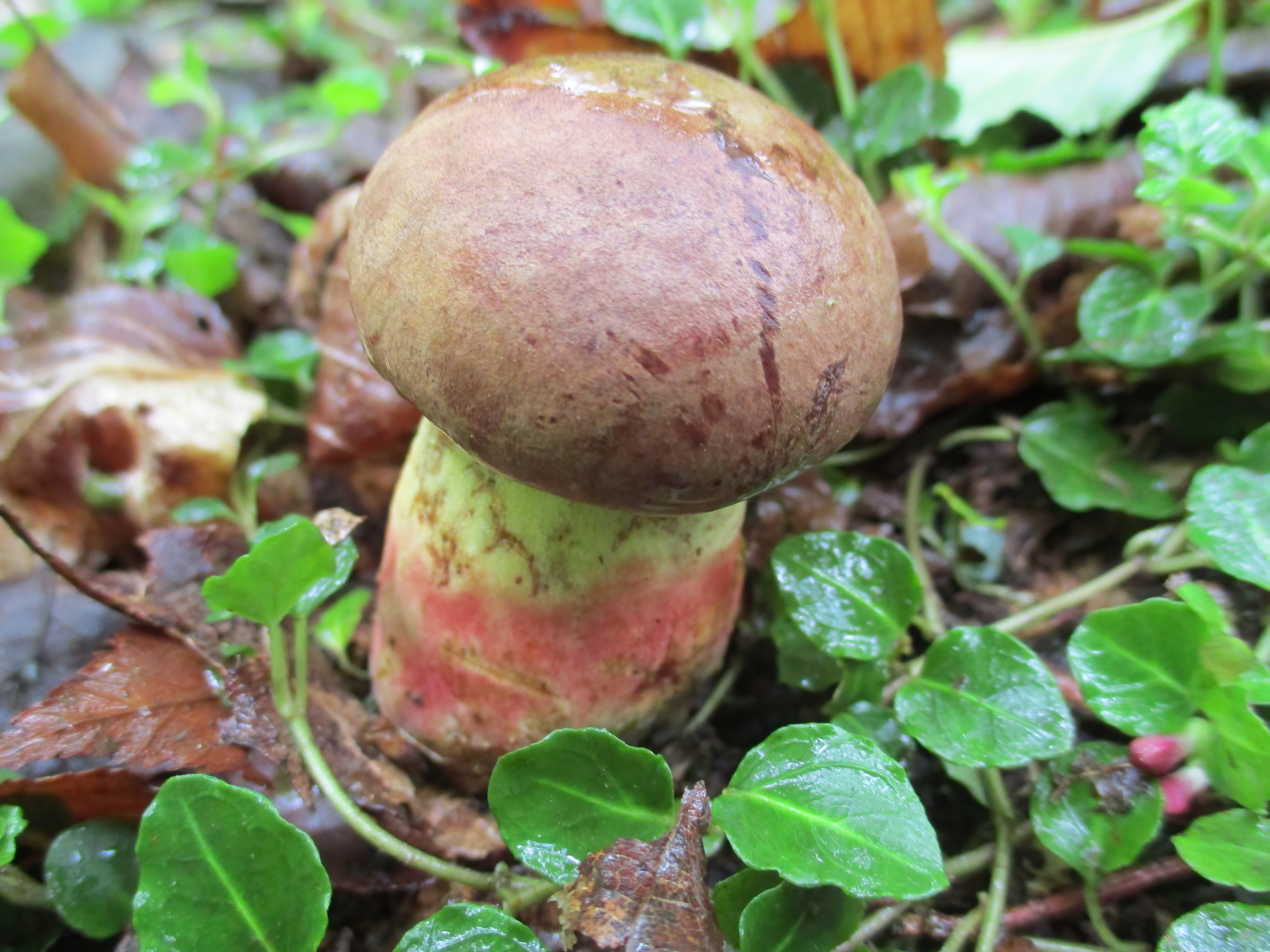
Boletus speciosus

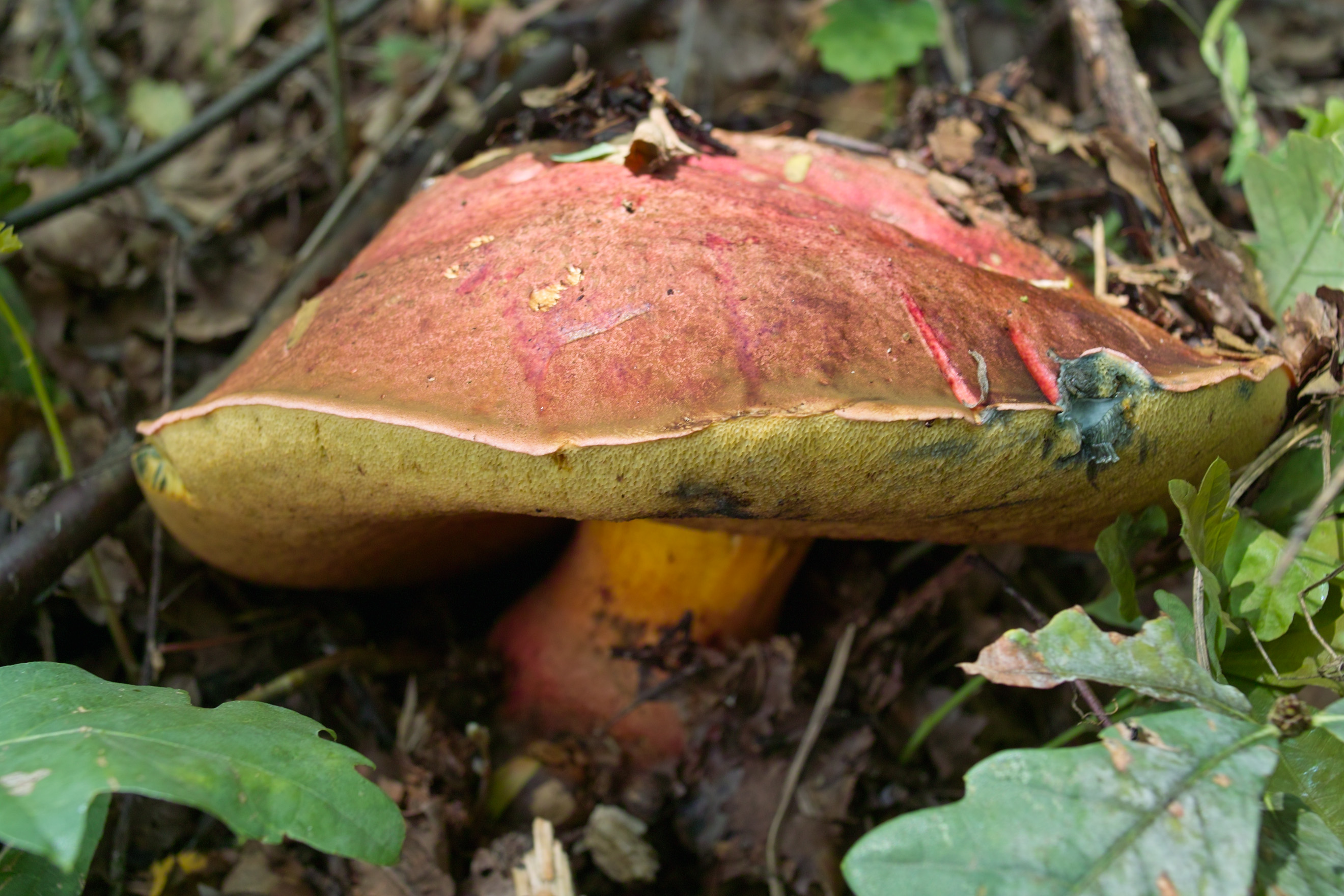
!!Boletus spinarii!!
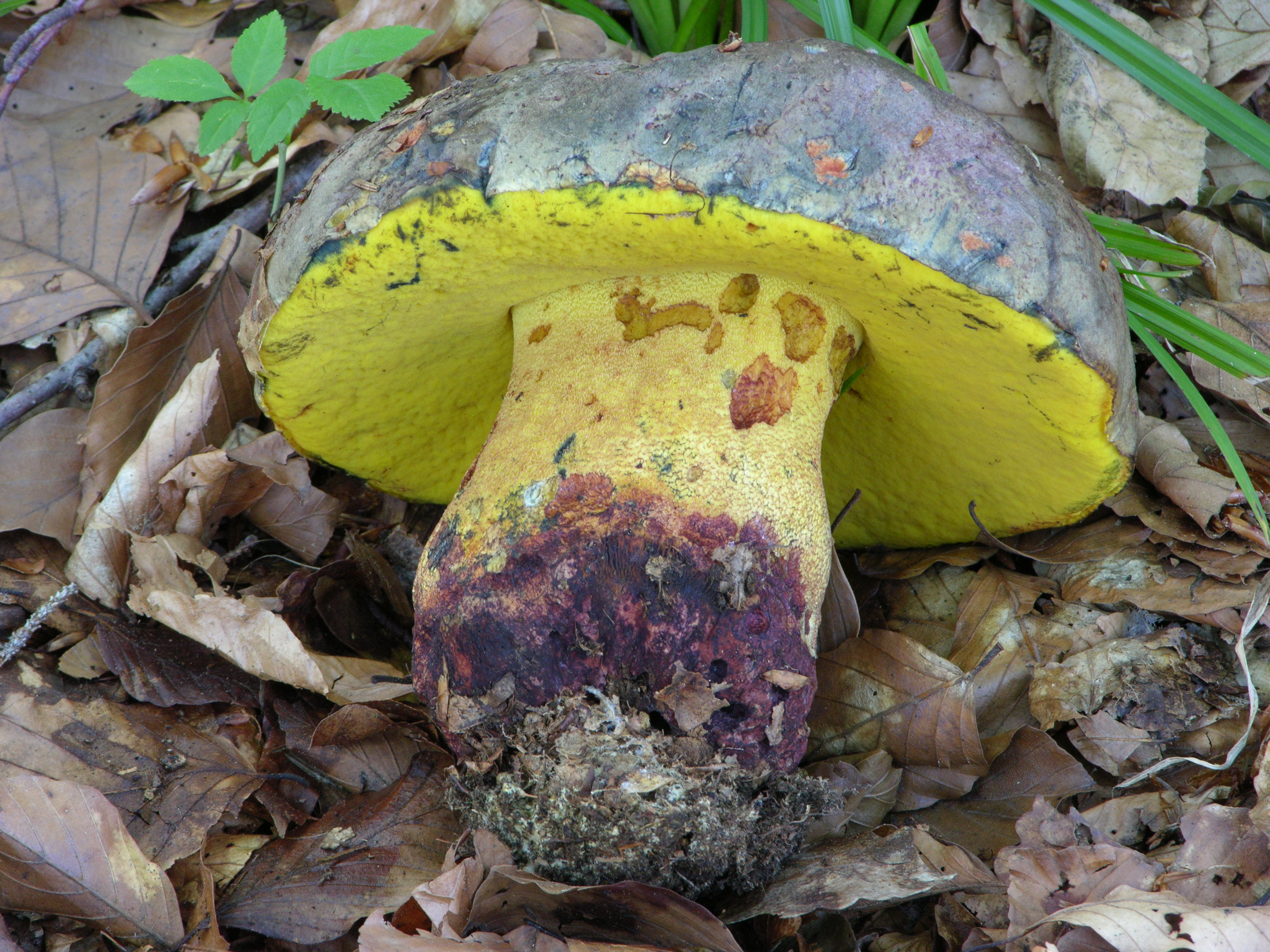
!!Imperator torosus!!
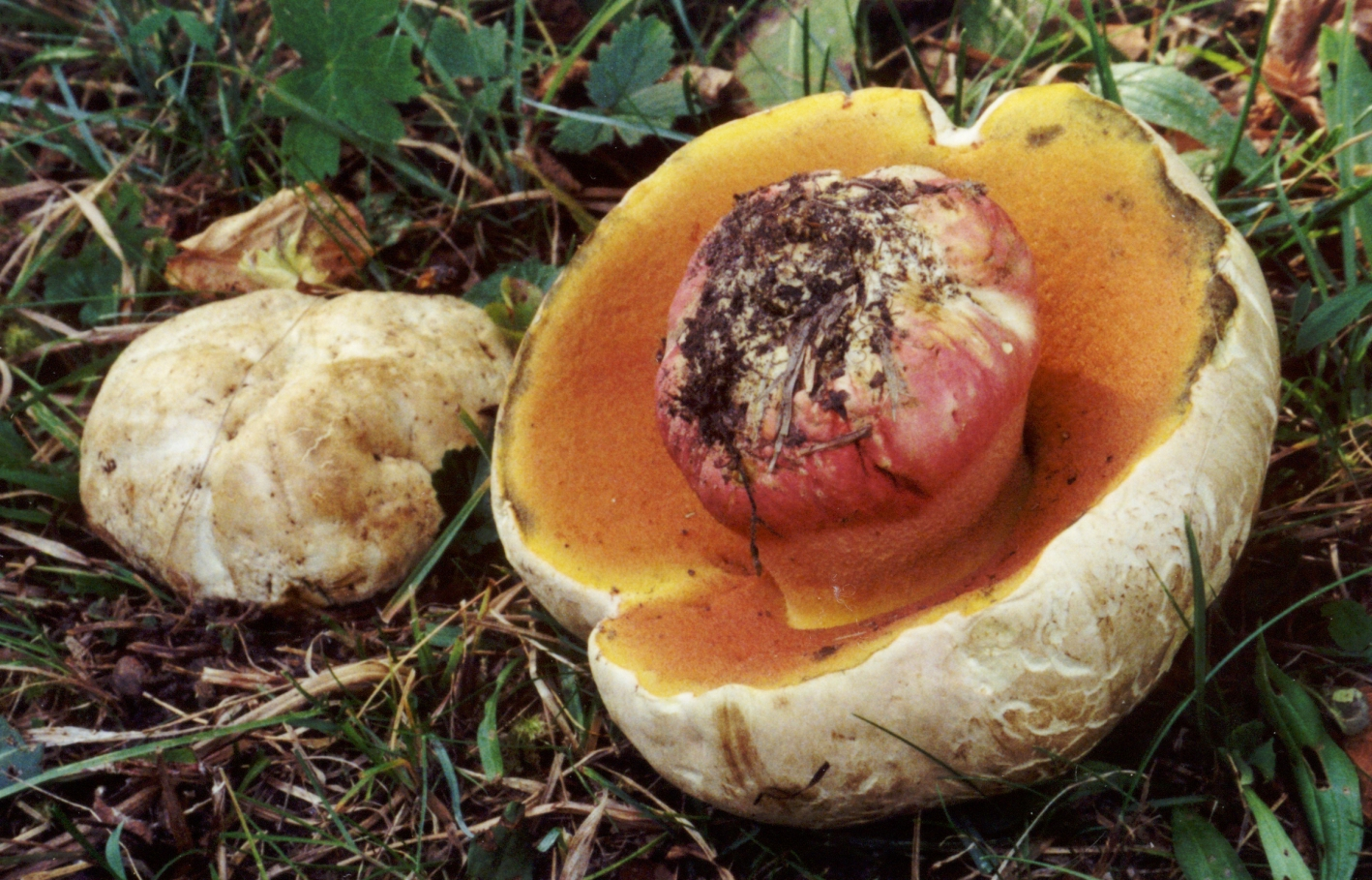
!!Rubroboletus satanas!!
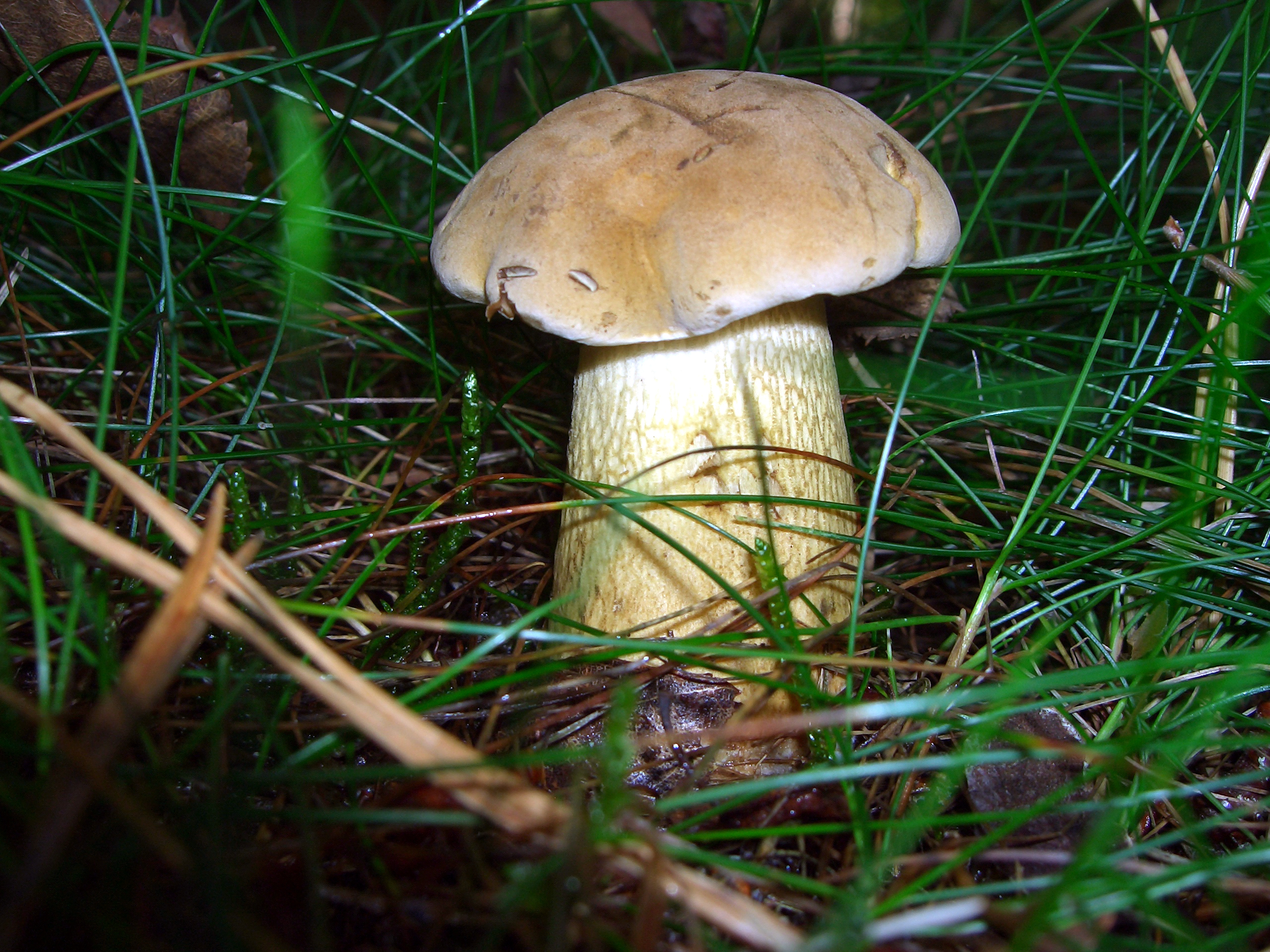
!Tylopilus felleus!

## Valorificare
Se înțelege de singur, că hribul galben nu este comestibil. Este neapărat de menționat, că amărăciunea ciupercii nu se constată neapărat imediat după degustare. Din păcate se găsesc deseori exemplare călcate în picioare sau rupte. Nu distrugeți această ciupercă frumoasă, mult mai mult acceptați valoarea ei ecologică pentru arbori și pădure!